# Takagi Bonsai Museum
Pour les articles homonymes, voir Takagi (homonymie).
Le Takagi Bonsai Museum est un musée japonais sur les bonsaïs. Il est situé à Tokyo, dans le quartier de Chiyoda-ku, et occupe les deux derniers étages de l'immeuble du siège de la société Meiko Shokai.

## Historique
Le Takagi Bonsai Museum a été fondé en 1994 par Reiji Takagi, un homme d'affaires prospère, président de Meiko Shokai, fabricant japonais de déchiqueteuses (qui possède 80 % de parts de marché au Japon) et, en outre, président de la Fondation Takagi d'horticulture traditionnelle.
Il abrite le plus vieux bonsaï référencé au monde, un pin blanc du Japon (Pinus parviflora) qui daterait des années 1500.